# Dolina Wilkowska

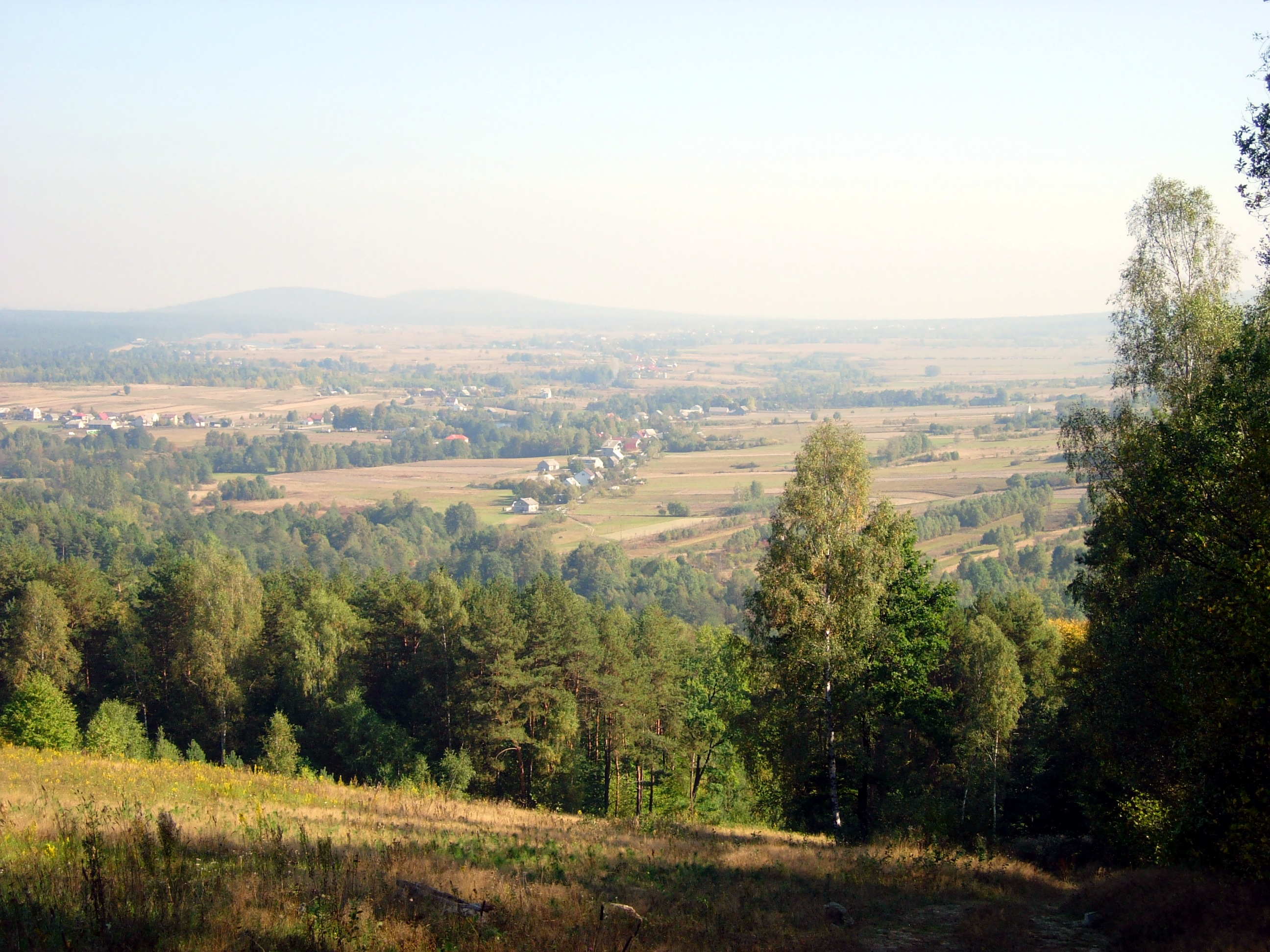
Dolina Wilkowska - widok z Dąbrówki

Dolina Wilkowska – dolina w Górach Świętokrzyskich, w zachodniej części Obniżenia Wilkowskiego. Rozciąga się na długość 13 km, pomiędzy Łysogórami i Pasmem Masłowskim na południu, a Pasmem Klonowskim na północy. Maksymalna szerokość doliny wynosi 4 km.  Dno doliny zbudowane jest z osadów sylurskich, głównie z szarogłazów. Wschodnia część Doliny Wilkowskiej znajduje się na terenie Świętokrzyskiego Parku Narodowego. Część zachodnia wchodzi w skład Podkieleckiego Obszaru Chronionego Krajobrazu.
Dolina odwadniana jest przez rzeki: Mąchockę (wypływający spod Łysicy dopływ Lubrzanki) oraz Czarną Wodę (dopływ Pokrzywianki). Przy wysokich stanach wód występuje bifurkacja, podczas której część wód Mąchockiej trafia do Czarnej Wody.
W przeszłości Dolina odwadniana była wyłącznie przez Czarną Wodę. Rzeka ta utraciła swój górny bieg na skutek kaptażu przez Lubrzankę, która erodując wstecznie przecięła grzbiet górski.